# 友だち+プラス
『友だち+プラス』（ともだちプラス）は、TBSテレビで2017年4月19日から9月20日まで毎週火曜23:56 - 翌0:55（JST、火曜『テッペン!』枠）に放送されていたバラエティ番組である。

## 概要
本番組は、「イチオシの友達」について紹介する芸能人を毎回ゲストに迎え、知られていない交遊録をのぞいて見た上で、その友人の「イチオシの友達」についても紹介するといった内容である。

## 出演者

### MC
- 有田哲平（くりぃむしちゅー）

### ゲスト
| 回                                                               | 放送日        | ゲスト | 備考                          |
| ---------------------------------------------------------------- | ------------- | --- | ----------------------------- |
| 1                                                                | 4月19日（水） | 森星 | 15分繰り下げ（0:11 - 1:10）   |
| 2                                                                | 4月25日       | 森星 入江慎也 武井壮 道端アンジェリカ                                                                                |                               |
| 3                                                                | 5月2日        | RIKACO 菊地亜美 武田修宏 ベリッシモ・フランチェスコ                                                                  |                               |
| 4                                                                | 5月9日        | 大島美幸（森三中）                                                                                                   |                               |
| 5                                                                | 5月16日       | 富永美樹 枡田絵理奈 森麻季 吉田奈央 海保知里 木村郁美 坂田陽子 宮崎宣子                                              |                               |
| 6                                                                | 5月23日       | IKKO IMALU |                               |
| 7                                                                | 5月30日       | 三倉茉奈 KABA.ちゃん 川村エミコ 葉加瀬マイ 出水麻衣（TBSアナウンサー）                                               |                               |
| 8                                                                | 6月6日        | 三倉茉奈 川村エミコ 関好江（ボルサリーノ） 神田うの はるな愛                                                         |                               |
| 9                                                                | 6月13日       | 高橋真麻 出水麻衣 森麻季 富永美樹                                                                                    |                               |
| 10                                                               | 6月21日（水） | IVAN アンミカ 鈴木奈々 堀田茜                                                                                        | 15分繰り下げ（0:11 - 1:10）   |
| 11                                                               | 6月27日       | 石原良純 小倉優子 鈴木奈々 鈴木福 デヴィ夫人 橋本マナミ 浜口京子 吉川美代子 渡辺直美 渡部建（アンジャッシュ） 本田翼 |                               |
| （7月4日・11日は改編期特番編成のため休止）                       |               | |                               |
| 12                                                               | 7月18日       | 大島美幸（森三中）                                                                                                   |                               |
| 13                                                               | 7月25日       | 具志堅用高 友利新 Lina（MAX） スリムクラブ                                                                           | 2分繰り下げ（23:58 - 翌0:57） |
| 14                                                               | 8月2日（水）  | IMALU 内田理央 小島よしお りゅうちぇる                                                                               | 10分繰り下げ（0:06 - 1:05）   |
| （8月8日は『世界陸上ロンドン』〈前日23:00 - 翌6:25〉のため休止） |               | |                               |
| 15                                                               | 8月16日（水） | 太田雄貴 大島美幸（森三中） 紫藤尚世 木村郁美                                                                        | 30分繰り下げ（0:26 - 1:25）   |
| 16                                                               | 8月22日       | 池田美優 川島明（麒麟） 馬場典子 平沼ファナ 安田美沙子                                                               |                               |
| 17                                                               | 8月29日       | さとうほなみ 大神いずみ ジョーナカムラ 森勉                                                                          |                               |
| 18                                                               | 9月5日        | 阿部桃子 杉浦太陽 MEGUMI LiLiCo                                                                                      |                               |
| 19                                                               | 9月12日       | 福原遥 重盛さと美 鶴久政治 中澤裕子 バッドボーイズ                                                                   |                               |
| 20                                                               | 9月20日（水） | 森星 デヴィ夫人 鈴木福 渡部建（アンジャッシュ）                                                                      | 15分繰り下げ（0:11 - 1:10）   |

## スタッフ
- プロデューサー：寺田淳史、加藤丈博
- 演出：大楽和也
- 製作著作：TBS